# Орден Святой равноапостольной княгини Ольги
О́рден Свято́й равноапо́стольной княги́ни О́льги — женский орден Русской православной церкви. Учреждён определением Патриарха Пимена и Священного синода РПЦ от 28 декабря 1988 года в ознаменование 1000-летия крещения Руси. Является третьим, по времени учреждения, орденом РПЦ.

## Статутордена
Орденом Святой равноапостольной княгини Ольги награждаются женщины за заслуги на различных поприщах церковного, государственного и общественного служения, а также за труды на пользу ближних. Этого ордена удостаиваются настоятельницы монастырей, церковные работницы на ниве духовного просвещения.
Орденом I степени награждены Гульназ Ивановна Сотникова (1999 год), Мария Владимировна Романова (2004 год), Леонида Георгиевна Романова (2005 год), губернатор Санкт-Петербурга Валентина Ивановна Матвиенко (2006 год), Аза Алибековна Тахо-Годи (2022) и др.
В 2006 году Священным синодом РПЦ было принято решение о введении знака на ленте и о присуждении ордена Святой равноапостольной княгини Ольги I степени с лентой исключительно женщинам, занимающим высшие государственные должности. Первой в истории РПЦ награждённой Орденом I степени с лентой является Президент Латвии Вайра Вике-Фрейберга.
Орден носится на левой стороне груди, и при наличии других орденов Русской Православной Церкви располагается вслед за орденом Святителя Иннокентия митрополита Московского и Коломенского.

## Описание ордена

### I степень
Знак ордена I степени представляет собой золоченый четырёхконечный крест, покрытый белой эмалью и наложенный на круг, образованный лавровым венком темно-синей эмали. В центре расположен медальон, с погрудным изображением святой Ольги, выполненный в технике «Ростовской финифти». В правой руке святой восьмиконечный крест. Изображение окаймляется пояском, покрытом эмалью ультрамаринового цвета. По верхней части пояска надпись позолоченными буквами «СВ. РАВНОАП. ВЕЛ. КН. ОЛЬГА» («святая равноапостольная великая княгиня Ольга») Внешние стороны креста оканчиваются восьмигранными стразами голубого цвета. В оглавии ордена находится корона. По диагоналям креста от круга до лаврового венка располагаются граненые лучи из полированного металла. Знак изготавливается методом литья из мельхиорa с позолотой, украшен стразами, холодной эмалью в технике «Ростовская финифть».

### II степень
Знак ордена II степени аналогичен I степени, но изготавливается из посеребренного мельхиора. Центральное изображение святой выполнено методом штамповки и позолочено. Обе руки святой поддерживают восьмиконечный крест.

### III степень
Знак ордена III степени аналогичен знаку ордена II степени, но украшен только одним стразом голубого цвета, расположенным в верхней части креста под короной. Центральное изображение святой выполнено методом штамповки и оксидировано, как и четырёхконечный крест.